# Forest Park (Georgia)
Forest Park es una ciudad ubicado en el condado de Clayton en el estado estadounidense de Georgia. En el censo de 2000, su población era de 21.447.

## Demografía
En el 2000 la renta per cápita promedia del hogar era de $33,556, y el ingreso promedio para una familia era de $36,029. El ingreso per cápita para la localidad era de $14,932. Los hombres tenían un ingreso per cápita de $27,381 contra $23,104 para las mujeres.

## Geografía
Forest Park se encuentra ubicado en las coordenadas 33°37′11″N 84°21′57″O / 33.61972, -84.36583 (33.619659, -84.365782).
Según la Oficina del Censo, la localidad tiene un área total de 24,4 km² (9,4 mi²), de la cual 24,3 km² (9,4 mi²) es tierra y 0,1 km² (0 mi²) (0.05%) es agua.

## Educación
Las Escuelas Públicas del Condado de Clayton gestiona escuelas públicas.